# Eleaf
Eleaf är en ö i Eritrea.   Den ligger i regionen Södra rödahavsregionen, i den nordöstra delen av landet, 120 km öster om huvudstaden Asmara.